# 김경린
김경린(金璟麟, 1918년 4월 24일 ~ 2006년 3월 30일)은 대한민국의 시인이다.
함경북도 경성군 출생으로, 경성전기공업학교를 졸업한 후 일본에 유학하여 1942년 와세다대학 고등공업학교 토목과를 졸업했다. 유학 시절 모더니즘 동인지 『VOU』, 『신기술』 등에 참여하고 귀국하여 『조선일보』 등에 ｢차창｣, ｢화안(畵眼)｣ 등의 시를 발표하며 등단했다. 해방 후 서울에서 『신시론(新詩論)』 동인으로 참가하고 박인환 등과 함께 모더니즘 운동을 전개했다. 1960년대부터 서울특별시 수도과장, 내무부 토목국 도시과장, 건설공무원 교육원장, 영남 국토 건설국장, 산업기지개발공사 이사를 역임했다.
시집으로는 합동 시집인 『새로운 도시와 시민들의 합창』(도시문화사, 1948)을 비롯, 『현대의 온도』(도시문화사, 1957), 『태양이 직각으로 떨어지는 서울』(청담문학사, 1985), 『서울은 야생마처럼』(문학사상사, 1987) 등이 있다. 1986년 제5회 한국문학평론가협회문학상을 수상했고, 1988년 제3회 상화시인상을 수상했다.